# Собор Порденоне
Собор Святого Марка в Порденоне (Сан-Марко; итал. Duomo di San Marco, Pordenone) — католический собор в центре города Порденоне (Фриули — Венеция-Джулия); главных храм епархии Конкордия-Порденоне с октября 1974 года; был построен во второй половине XIII века в романско-готическом стиле — колокольня была завершена в 1347 году, а её шпиль был достроен к XVII веку; достройка шпиля довела общую высоту до неполных 80 м. Масштабные реставрационные работы, начавшиеся в 1956 году, были завершены в середине 1970-х годов.

## История и описание
Собор Сан-Марко в Порденоне был построен во второй половине XIII века в романско-готическом стиле, на остатках предыдущего церковного здания. Часть данного храма, которая сохранилась до наших дней, можно увидеть в апсиде и кирпичной колокольне, завершенной в 1347 году. Шпиль колокольни был достроен к XVII веку, когда общая высота строения была доведена до 79,47 метров.
Первые небольшие реставрационные работы были проведены в храме в 1938 году: они привели к обнаружению изображений двух святых; в 1940—1941 годах были обнаружены фрески XV века в часовне Святых Петра и Павла и в ризнице. Масштабная реставрация всего собора началась в 1956 году и проводился в несколько этапов. Она включала в себя снос нескольких окружающих зданий — с целью придать собору вид, который он имел до XVIII века.
В период между 1965 и 1975 годами был восстановлен пол, под которым были обнаружены надгробия. Крыша нефа была отреставрирована по оригинальным строительным схемам. В тот же период были обнаружены и фрески XIV—XV веков, скрытые ранее под штукатуркой нефа. Вскоре после землетрясения 1976 года возникла как необходимость в укреплении несущих стен церкви, так и в восстановлении внутренних перекрытий и крыши нефа. Последняя реставрация проводилась в 1997 году: за главным алтарем были найдены фрагменты фрески с надписью «1412 год».